# Яковлевское (городской округ Домодедово)
Яковлевское — деревня в городском округе Домодедово Московской области.

## География
Находится в южной части Московской области на расстоянии приблизительно 11 км на восток по прямой от железнодорожной станции Домодедово.

## История
До 2004 года входила в состав Колычевского сельского округа Домодедовского района.

## Население
Постоянное население составляло 0 человек в 2002 году, 2 в 2010.